# 이동훈 (조선귀족)
이동훈(李東薰, 1894년 8월 2일 ~ 1948년 7월 6일)은 일제강점기의 조선귀족으로, 호는 소송(小松), 본관은 전주이며 본적은 경성부 황금정(현재의 서울특별시 을지로) 2정목(丁目)이다.

## 생애
남작 이근호의 아들이며 1914년 12월 11일 일본 정부로부터 종5위에 서위되었다. 1923년 5월 10일 자신의 아버지였던 이근호가 받은 남작 작위를 승계받았다. 1928년 11월 16일 일본 정부로부터 쇼와 대례 기념장을 받으면서 정5위에 서위되었으며 1939년 11월 조선유도연합회 평의원으로 선임되었다. 1940년 4월 1일 일본 정부로부터 정4위에 서위되었으며 같은 해 11월 10일 일본 정부로부터 기원 2600년 축전 기념장을 받았다.
민족문제연구소의 친일인명사전 수록자 명단의 수작/습작 부문, 친일반민족행위진상규명위원회가 발표한 친일반민족행위 705인 명단에 포함되었다.

## 가족 관계
|                       |                       |                       |                       |                       |                       |  |  |  |  |                       |                       |                       |                       |                       |                       |  |  |  |  |                       |                       |                       |                       |                       |                       |  |  |  |  |  |  |  |  |  |  |  |  |  |  |  |  |  |  |
|                       |                       |                       |                       |                       |                       |  |  |  |  |                       |                       |                       |                       |                       |                       |  |  |  |  |                       |                       |                       |                       |                       |                       |  |  |  |  |  |  |  |  |  |  |  |  |  |  |  |  |  |  |
| 이근호(남작) (李根澔) | 이근호(남작) (李根澔) | 이근호(남작) (李根澔) | 이근호(남작) (李根澔) | 이근호(남작) (李根澔) | 이근호(남작) (李根澔) |  |  |  |  | 이근택(자작) (李根澤) | 이근택(자작) (李根澤) | 이근택(자작) (李根澤) | 이근택(자작) (李根澤) | 이근택(자작) (李根澤) | 이근택(자작) (李根澤) |  |  |  |  | 이근상(남작) (李根湘) | 이근상(남작) (李根湘) | 이근상(남작) (李根湘) | 이근상(남작) (李根湘) | 이근상(남작) (李根湘) | 이근상(남작) (李根湘) |  |  |  |  |  |  |  |  |  |  |  |  |  |  |  |  |  |  |
| 이근호(남작) (李根澔) | 이근호(남작) (李根澔) | 이근호(남작) (李根澔) | 이근호(남작) (李根澔) | 이근호(남작) (李根澔) | 이근호(남작) (李根澔) |  |  |  |  | 이근택(자작) (李根澤) | 이근택(자작) (李根澤) | 이근택(자작) (李根澤) | 이근택(자작) (李根澤) | 이근택(자작) (李根澤) | 이근택(자작) (李根澤) |  |  |  |  | 이근상(남작) (李根湘) | 이근상(남작) (李根湘) | 이근상(남작) (李根湘) | 이근상(남작) (李根湘) | 이근상(남작) (李根湘) | 이근상(남작) (李根湘) |  |  |  |  |  |  |  |  |  |  |  |  |  |  |  |  |  |  |
| 이동훈 (李東薰)       | 이동훈 (李東薰)       | 이동훈 (李東薰)       | 이동훈 (李東薰)       | 이동훈 (李東薰)       | 이동훈 (李東薰)       |  |  |  |  | 이창훈 (李昌薰)       | 이창훈 (李昌薰)       | 이창훈 (李昌薰)       | 이창훈 (李昌薰)       | 이창훈 (李昌薰)       | 이창훈 (李昌薰)       |  |  |  |  | 이장훈 (李長薰)       | 이장훈 (李長薰)       | 이장훈 (李長薰)       | 이장훈 (李長薰)       | 이장훈 (李長薰)       | 이장훈 (李長薰)       |  |  |  |  |  |  |  |  |  |  |  |  |  |  |  |  |  |  |

- 할아버지 : 이민승(李敏承)
  - 숙부 : 이근택(李根澤)
    - 사촌동생 : 이창훈(李昌薰)

  - 숙부 : 이근상(李根湘)
    - 사촌동생 : 이장훈(李長薰)

  - 숙부 : 이근홍(李根洪)
  - 숙부 : 이근목(李根沐)
  - 아버지 : 이근호(李根澔)

## 참고 자료
- 친일반민족행위진상규명위원회 (2009). 〈이동훈〉. 《친일반민족행위진상규명 보고서 Ⅳ-12》. 서울. 542~547쪽.